# Hautecour
|  | Per a altres significats, vegeu «Hautecour (Jura)». |

Hautecour és un municipi francès al departament de la Savoia i a la regió d'Alvèrnia-Roine-Alps. L'any 2007 tenia 296 habitants.

## Demografia

### Població
El 2007 la població de fet de Hautecour era de 296 persones. Hi havia 116 famílies de les quals 28 eren unipersonals (8 homes vivint sols i 20 dones vivint soles), 40 parelles sense fills, 32 parelles amb fills i 16 famílies monoparentals amb fills.
La població ha evolucionat segons el següent gràfic:

### Habitatges
El 2007 hi havia 221 habitatges, 124 eren l'habitatge principal de la família, 88 eren segones residències i 9 estaven desocupats. 208 eren cases i 11 eren apartaments. Dels 124 habitatges principals, 114 estaven ocupats pels seus propietaris, 7 estaven llogats i ocupats pels llogaters i 3 estaven cedits a títol gratuït; 1 tenia una cambra, 4 en tenien dues, 30 en tenien tres, 30 en tenien quatre i 58 en tenien cinc o més. 109 habitatges disposaven pel capbaix d'una plaça de pàrquing. A 46 habitatges hi havia un automòbil i a 72 n'hi havia dos o més.

### Piràmide de població
La piràmide de població per edats i sexe el 2009 era:
| Homes | Edats   | Dones |
| ----- | ------- | ----- |
| 0     | 95 o +  | 0     |
| 4     | 90 a 94 | 0     |
| 4     | 85 a 89 | 0     |
| 0     | 80 a 84 | 0     |
| 8     | 75 a 79 | 0     |
| 4     | 70 a 74 | 12    |
| 20    | 65 a 69 | 12    |
| 8     | 60 a 64 | 4     |
| 0     | 55 a 59 | 0     |
| 8     | 50 a 54 | 4     |
| 28    | 45 a 49 | 16    |
| 16    | 40 a 44 | 12    |
| 24    | 35 a 39 | 20    |
| 0     | 30 a 34 | 0     |
| 4     | 25 a 29 | 8     |
| 8     | 20 a 24 | 0     |
| 12    | 15 a 19 | 0     |
| 12    | 10 a 14 | 4     |
| 4     | 5 a 9   | 8     |
| 12    | 0 a 4   | 4     |

## Economia
El 2007 la població en edat de treballar era de 188 persones, 152 eren actives i 36 eren inactives. De les 152 persones actives 143 estaven ocupades (76 homes i 67 dones) i 9 estaven aturades (5 homes i 4 dones). De les 36 persones inactives 8 estaven jubilades, 14 estaven estudiant i 14 estaven classificades com a «altres inactius».

### Ingressos
El 2009 a Hautecour hi havia 134 unitats fiscals que integraven 324,5 persones, la mediana anual d'ingressos fiscals per persona era de 20.593 €.

### Activitats econòmiques
Dels 20 establiments que hi havia el 2007, 1 era d'una empresa de fabricació d'altres productes industrials, 6 d'empreses de construcció, 1 d'una empresa de comerç i reparació d'automòbils, 2 d'empreses de transport, 4 d'empreses d'hostatgeria i restauració, 1 d'una empresa d'informació i comunicació, 1 d'una empresa immobiliària i 4 d'empreses de serveis.
Dels 10 establiments de servei als particulars que hi havia el 2009, 1 era un taller de reparació d'automòbils i de material agrícola, 1 guixaire pintor, 1 fusteria, 2 lampisteries, 1 electricista, 3 restaurants i 1 agència immobiliària.
L'any 2000 a Hautecour hi havia 3 explotacions agrícoles.

## Equipaments sanitaris i escolars
El 2009 hi havia una escola elemental.

## Poblacions properes
El següent diagrama mostra les poblacions més properes.